# SN 2006et
SN 2006et – supernowa typu Ia odkryta 3 września 2006 roku w galaktyce NGC 232. W momencie odkrycia miała maksymalną jasność 16,10m.